# Stary cmentarz żydowski w Lelowie

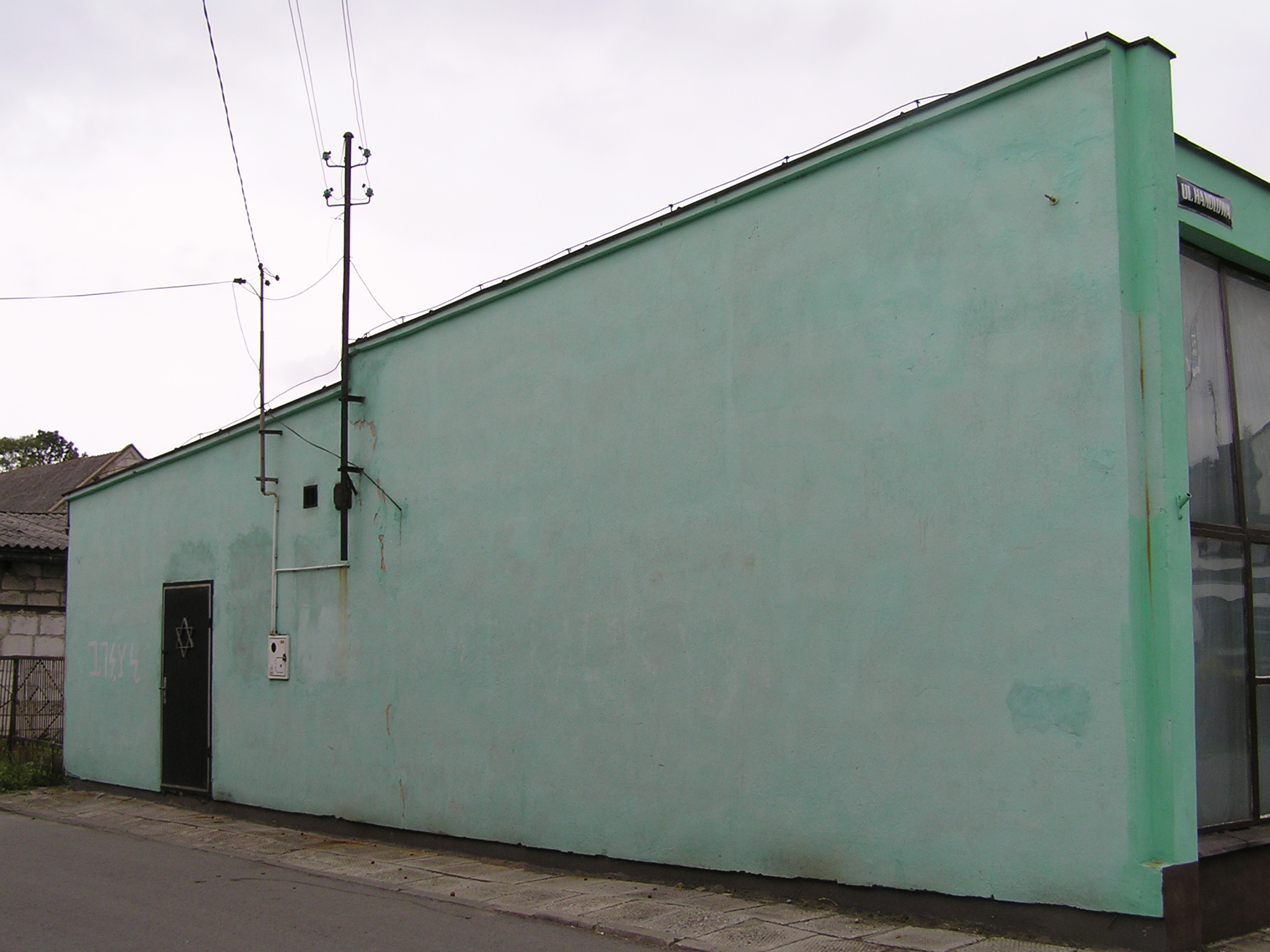
Pawilon handlowy zawierający grób cadyka – widoczne z boku drzwi do pomieszczenia z nagrobkiem. Po jego rozbiórce wzniesiono nowy ohel.

Stary cmentarz żydowski w Lelowie – były kirkut znajdujący się w Lelowie, przy ul. Ogrodowej 7, naprzeciwko dawnej synagogi.
Cmentarz został założony w XVII wieku. Podczas II wojny światowej hitlerowcy doszczętnie zdewastowali cmentarz, wywożąc praktycznie wszystkie nagrobki, które zapewne posłużyły jako materiał budowlany. Po zakończeniu wojny pozostałe nagrobki zostały rozkradzione i posłużyły do ułożenia chodnika przy szkole w Ślęzanach. Na terenie cmentarza wkrótce wzniesiono pawilony Gminnej Spółdzielni.
W sierpniu 1988 z inicjatywy Szimona Anshina z Izraela Fundacja Rodziny Nissenbaumów rozpoczęła poszukiwania grobu cadyka Dawida Bidermana. Jego szczątki odnaleziono pod pomieszczeniem magazynowym jednego ze sklepów Gminnej Spółdzielni. Wykopano czaszkę, piszczele oraz kości rąk, które przekazano na badania do Uniwersytetu Hebrajskiego w Jerozolimie.
Kiedy okazało się, że szczątki należą do Dawida Bidermana, w październiku 1988 roku Fundacja Rodziny Nissenbaumów wydzieliła jedno z pomieszczeń sklepowych GS i urządziła tam skromny ohel. Prace trwały do lutego 1989. Od tego czasu grób cadyka jest celem licznych pielgrzymek chasydów z USA oraz Izraela.
W latach 2012–2013, po rozbiórce budynku sklepu, przy wsparciu Fundacji Rodziny Nissenbaumów wzniesiono nowy ohel, a teren dawnego cmentarza uporządkowano.